# Neuss
Neuss (in ripuario Nüss) è una città di 152 731 abitanti della Renania Settentrionale-Vestfalia, in Germania. 
È capoluogo del circondario del Reno-Neuss (targa NE).
Neuss si fregia del titolo di "Grande città di circondario" (Große kreisangehörige Stadt).

## Geografia fisica
È situata sulla riva occidentale del Reno, opposta alla città di Düsseldorf (capitale dello stato). Il successo demografico e commerciale di questa città è la sua posizione geografica strategica: è situata su un antico (e moderno) crocevia commerciale.

## Storia
Neuss era l'antico castrum legionario romano di Novaesium, che qui sorse dall'epoca di Augusto a quella di Traiano. Con l'inizio del II secolo qui sorse un piccolo forte ausiliario ed un vicus della popolazione dei Cugerni, antico popolo della Gallia.

## Monumenti e luoghi d'interesse

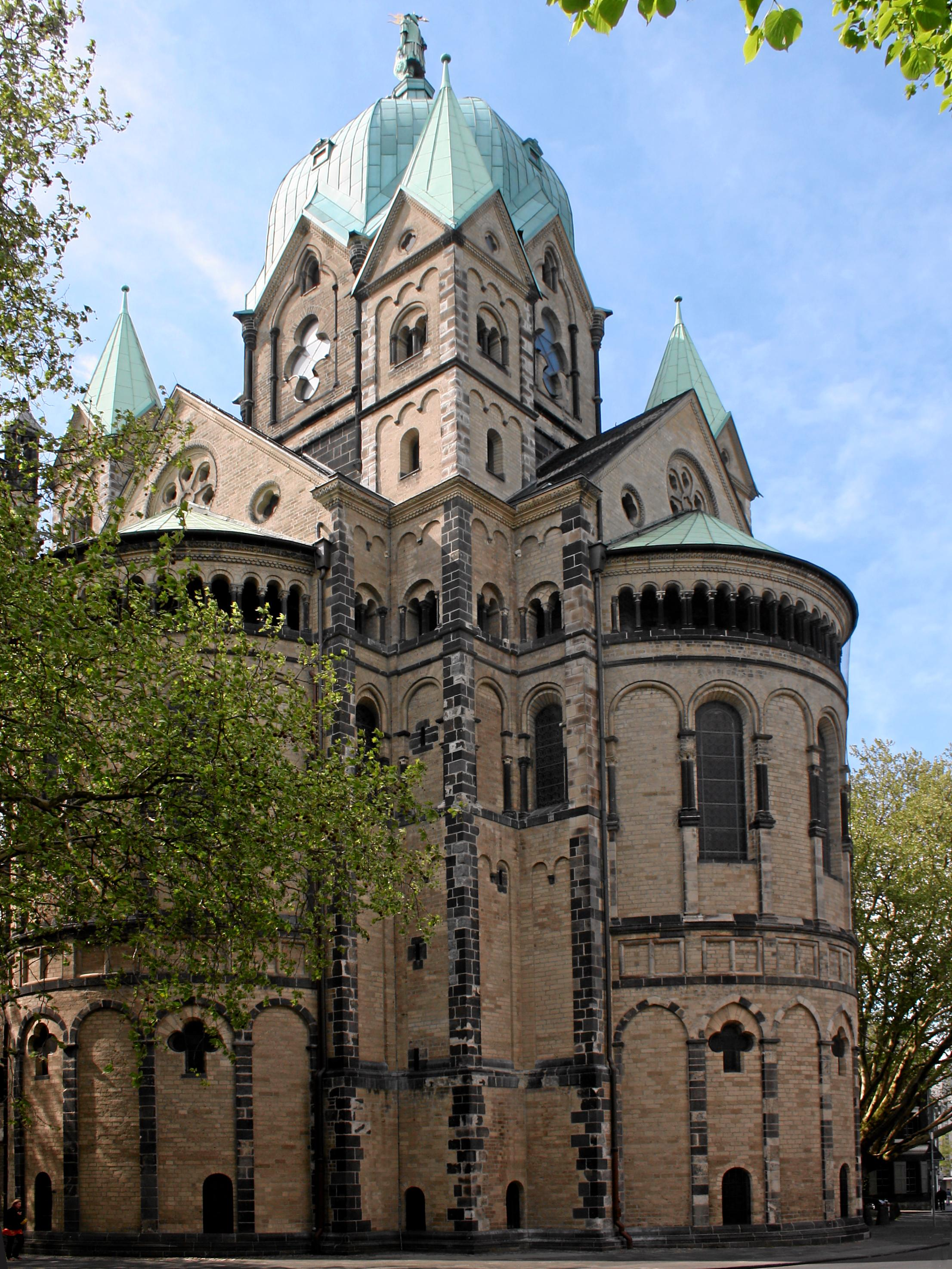
La basilica di San Quirino.

- Basilica di San Quirino. Eretta fra il 1209 e 1230 è uno dei monumenti più importanti dell'architettura romanica in Germania. È dedicata a San Quirino di Neuss, di cui custodisce il corpo.

## Amministrazione

### Gemellaggi
- Châlons-en-Champagne, dal 1972
- Pskov, dal 1990
- Fiume, dal 1991[2]
- Saint Paul, dal 1999